# Maszyna rolnicza

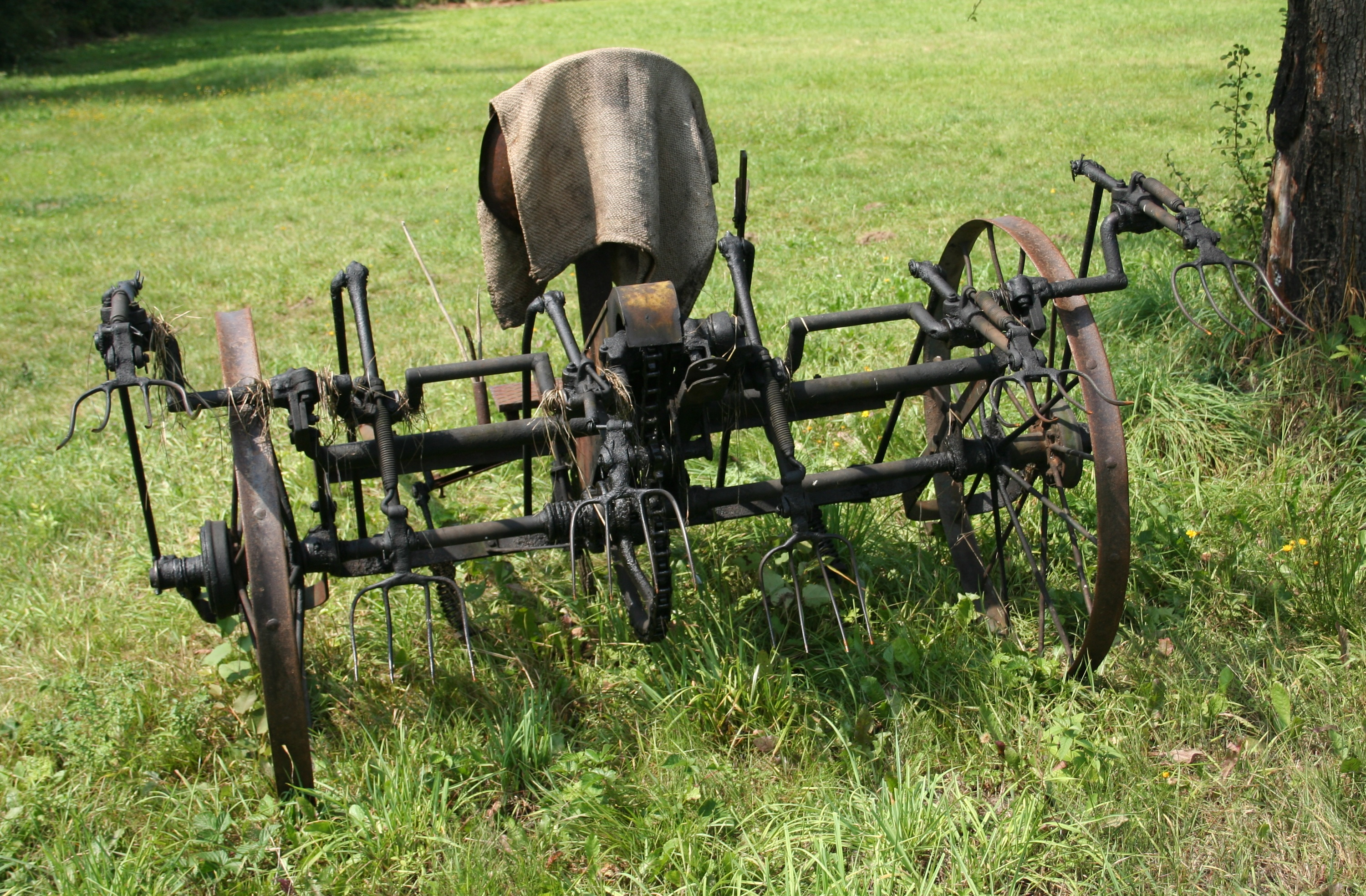
Konny przetrząsacz do siana

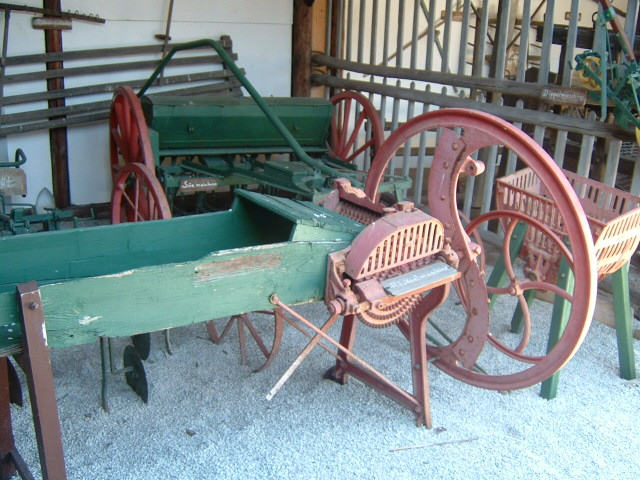
Sieczkarnia ręczna

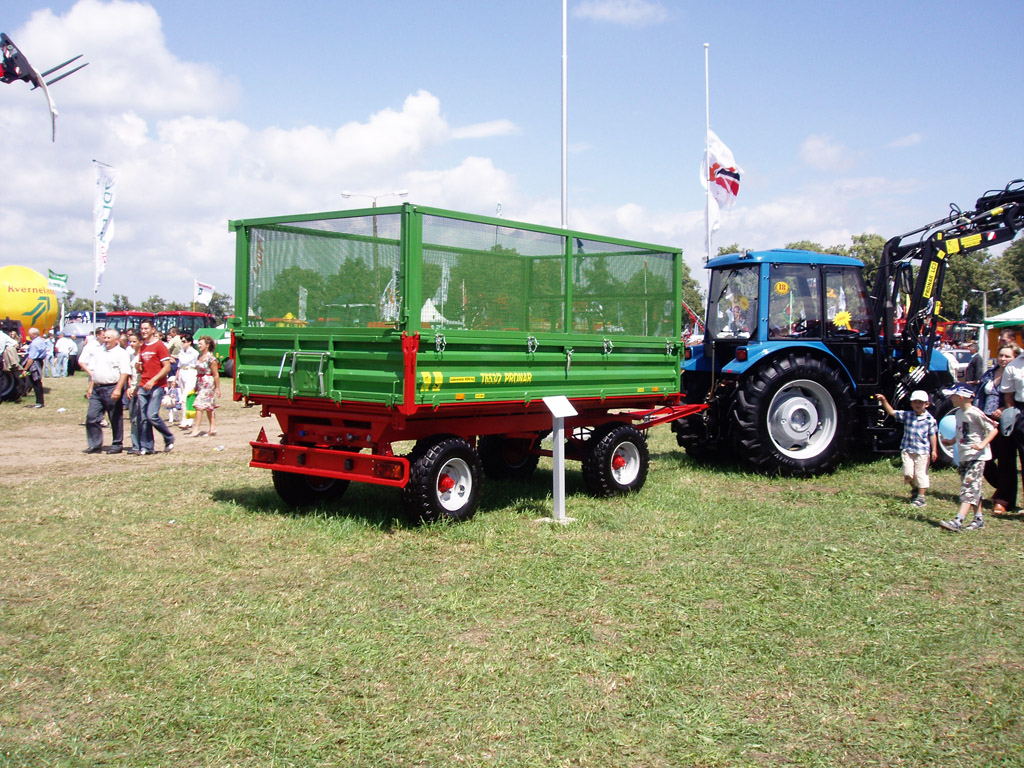
Przyczepa rolnicza Pronar T653/2

Maszyny rolnicze – maszyny używane w rolnictwie:
- dawniej napędzane ręcznie i przy użyciu pracy zwierząt domowych, następnie maszynami parowymi (lokomobila),
- dziś współpracujące z ciągnikiem rolniczym lub samobieżne (posiadające własny napęd).

W maszynie rolniczej, w przeciwieństwie do narzędzia rolniczego, proces roboczy odbywa się nie tylko w wyniku ruchu całej maszyny po polu, ale także w wyniku ruchu aktywnych elementów maszyny bezpośrednio napędzanych. Jednak w szerszym znaczeniu część narzędzi rolniczych, zwłaszcza zawieszanych lub doczepianych do ciągników (np. pługi czy kultywatory), bywa zaliczana do maszyn.

## Przykłady maszyn
- agregat uprawowy
- bukownik
- ciągnik rolniczy
- deszczownia
- glebogryzarka
- kombajn buraczany
- kombajn rolniczy
- kombajn zbożowy
- kombajn ziemniaczany
- kopaczka do ziemniaków
- kosiarka
- kosiarka pokosowa samojezdna
- ładowacz czołowy
- ładowacz przyczepiany
- ładowacz zawieszany
- młocarnia
- opryskiwacz
- opylacz
- prasa
- przetrząsaczo-zgrabiarka
- przetrząsacz
- przyczepa rolnicza
- rozsiewacz nawozów
- roztrząsacz obornika
- sadzarka
- sieczkarnia
- sieczkarnia samojezdna
- siewnik
- siewnik punktowy
- snopowiązałka
- śrutownik
- wertykulator
- wialnia
- wóz asenizacyjny
- zgrabiarka

## Maszyny konne
- kosiarka konna
- kopaczka konna
- żniwiarka konna
- konny przetrząsacz
- siewnik konny